# Laurel olímpico
El Laurel olímpico es un galardón entregado por el Comité Olímpico Internacional (COI) a las personalidades que han realizado notables contribuciones al «olimpismo», en las áreas de educación, cultura y promoción de la paz. El elegido es nominado por un jurado de notables.
El origen del reconocimiento se encuentra en la Agenda Olímpica 2020 como una recomendación para el fortalecimiento del deporte y la cultura, y es entregado en las ceremonias de apertura de los Juegos Olímpicos.

## Galardonados
| Ceremonia de apertura | Galardonado    | País      | Ref.  |
| --------------------- | -------------- | --------- | ----- |
| 2016                  | Kipchoge Keino | Kenia     | [ 3 ] |
| 2018                  | Jacques Rogge  | Bélgica   | [ 4 ] |
| 2021                  | Muhammad Yunus | Bangladés | [ 5 ] |